# Albert Harris
Albert Harris, egentligen Aron Hekelman, född 22 november 1911 i Warszawa, död 1974 i USA, var en polsk kompositör, schlagersångare, textförfattare och pianist. Han debuterade 1930 och var under 1930-talet en av de populäraste schlagersångarna i Polen. Under andra världskriget befann han sig i Sovjetunionen, sedan åter i Polen och 1946–1949 var han verksam i Sverige. Han använde också pseudonymerna Albert Liff och Albert Holm. 
Harris skapade 1944 "Sången om Warszawa" (Piosenka o mojej Warszawie) och sjöng själv in den i Sovjetunionen 1944. Den svenska texten skrevs av Carl-Arne och sången blev i Bertil Boos tolkning en stor framgång bland svenska lyssnare.

## Filmmusik
- 1947 - Tappa inte sugen
- 1949 - Greven från gränden